# Музей Соломії Крушельницької
Музей Соломії Крушельницької — музей-садиба в селі Біла Тернопільського району Тернопільської області у приміщенні єдиноуцілілого після війн житлового будинку з маєтку Крушельницьких.
Музей займає лише половину будівлі, в іншій знаходиться Білецька загальноосвітня школа.

## Історія музею
У 1963 році в дні святкування 90-річчя з дня народження Соломії Крушельницької, на будинку було встановлено меморіальну дошку. Тоді ж було відкрито невеликий музей у кімнаті, що праворуч від входу.
У музеї побували відомі громадські діячі і письменники України, зокрема Леонід Кравчук, Ліна Костенко, Олесь Гончар та інші.

## Експозиція
В основу експозиції лягли фотографії, особисті документи співачки, афіші, програми, запрошення, листи, рукописи спогадів сучасників, сценічні прикраси, одяг, предмети побуту та меблі, твори музики, образотворчого мистецтва та літератури, присвячені Соломії Крушельницькій.
Експозиція музею відкривається цитатою з листа С. Крушельницької до відомого українського письменника і громадського діяча М. Павлика від 23 лютого 1894:
| Питаєте, звідки я родом?.. Я родилася на Поділлі, підростала в Тисові коло Болехова, а доростала таки на Поділлі, в Білій, коло Тернополя |

## Світлини

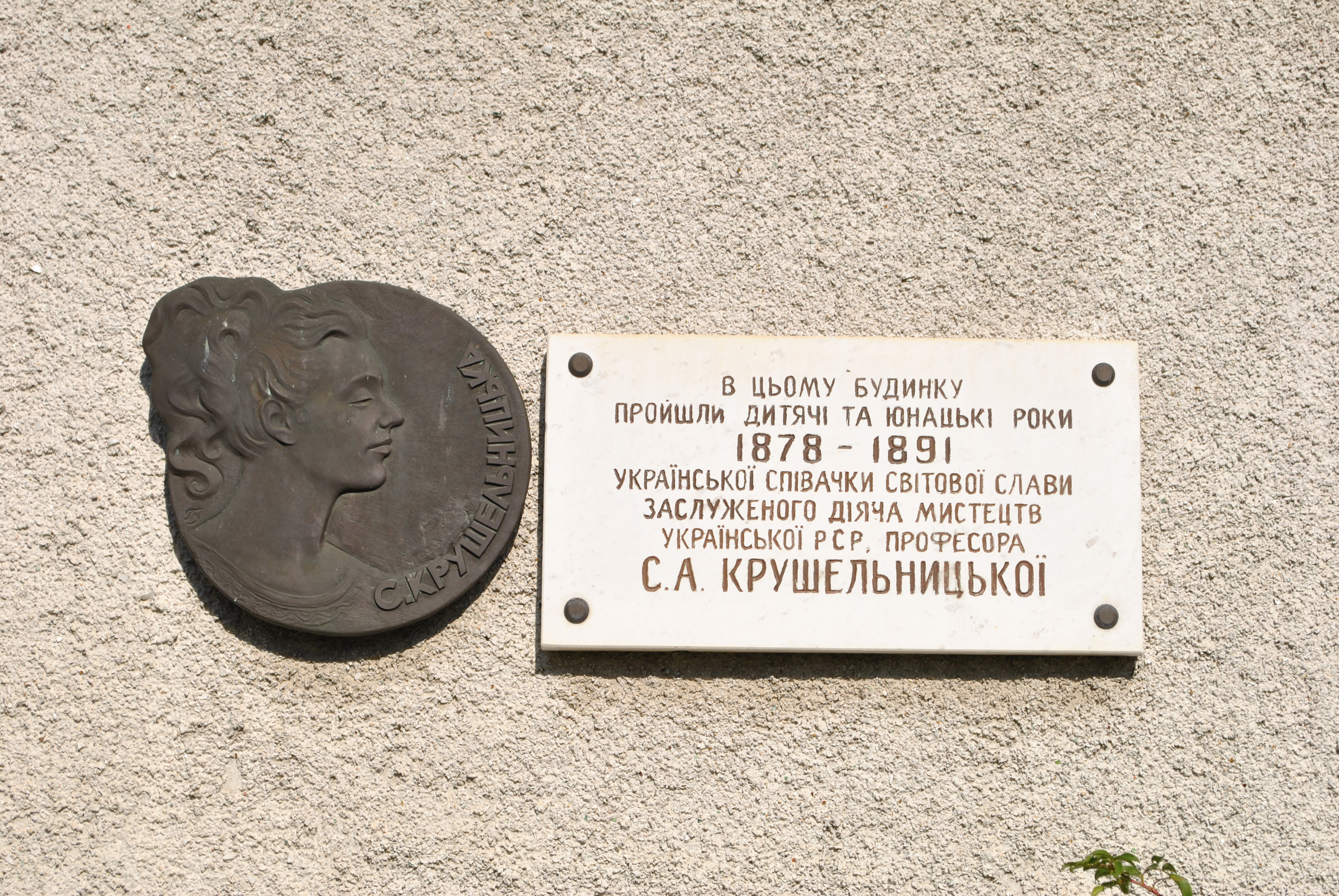
Пам'ятна таблиця
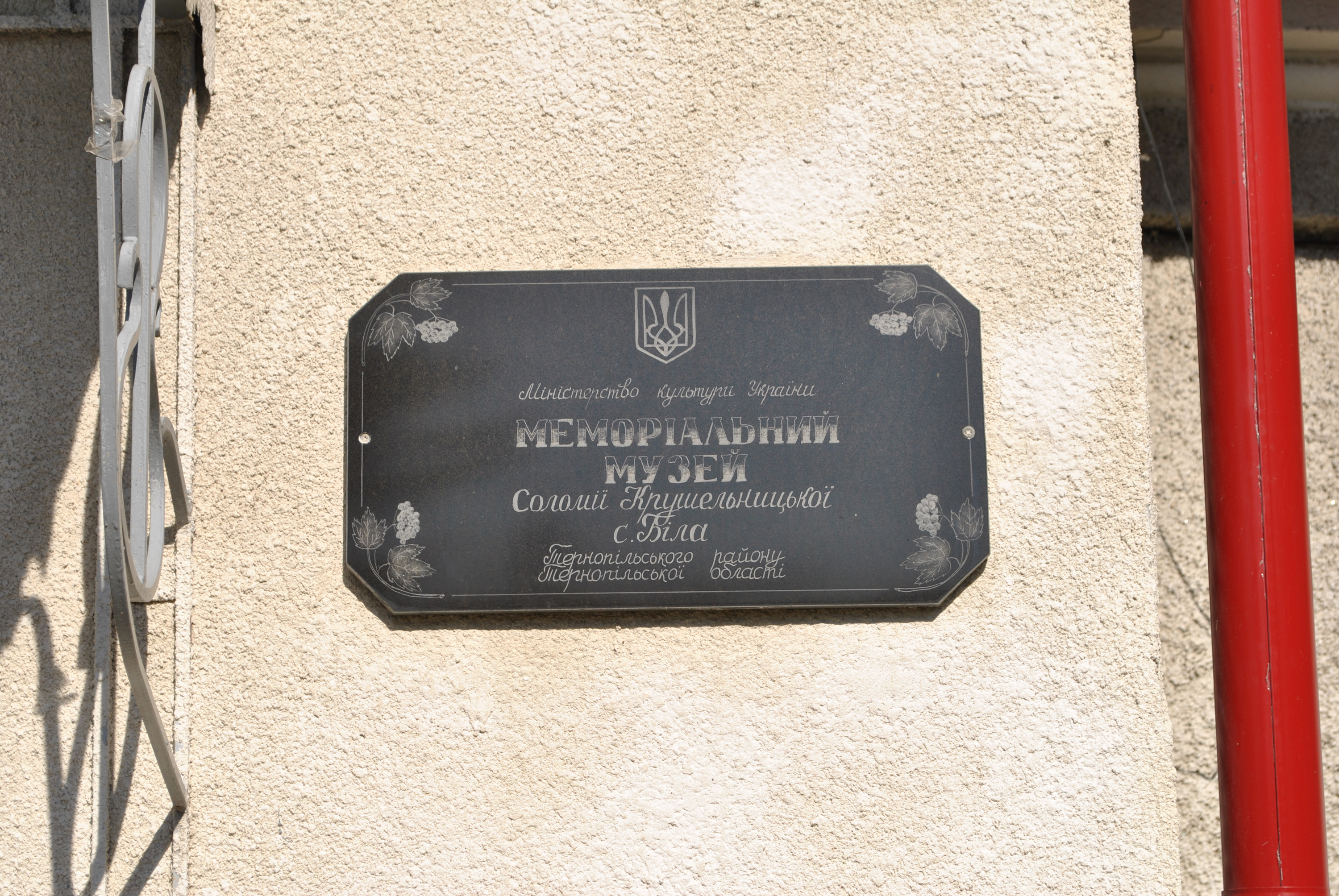
Вивіска музею